# Göran Schildt

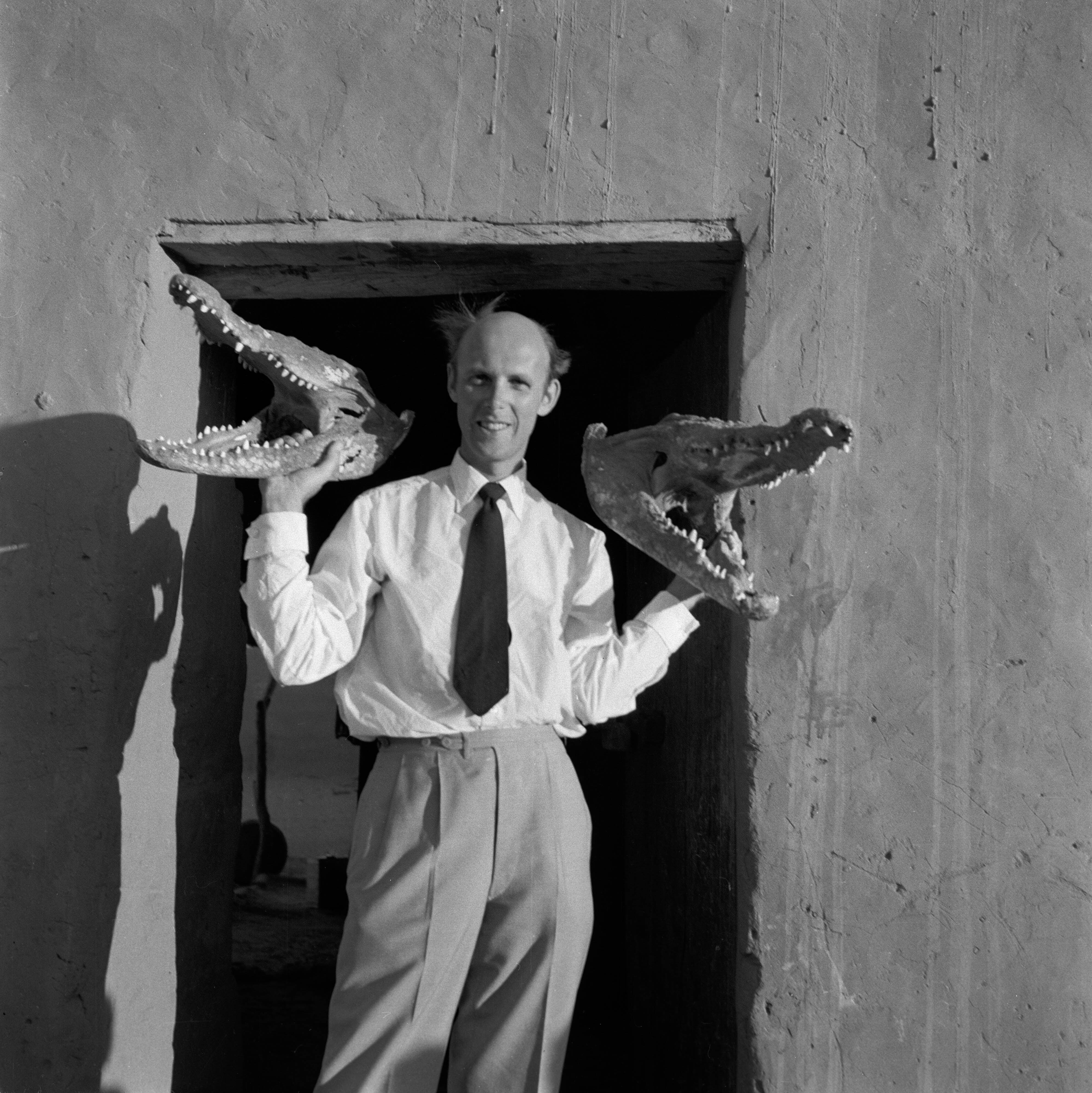
Göran Schildt vor der Tür eines Krokodiljägerhauses mit Krokodilschädeln in den Händen, Nubien, zwischen 1954 und 1955

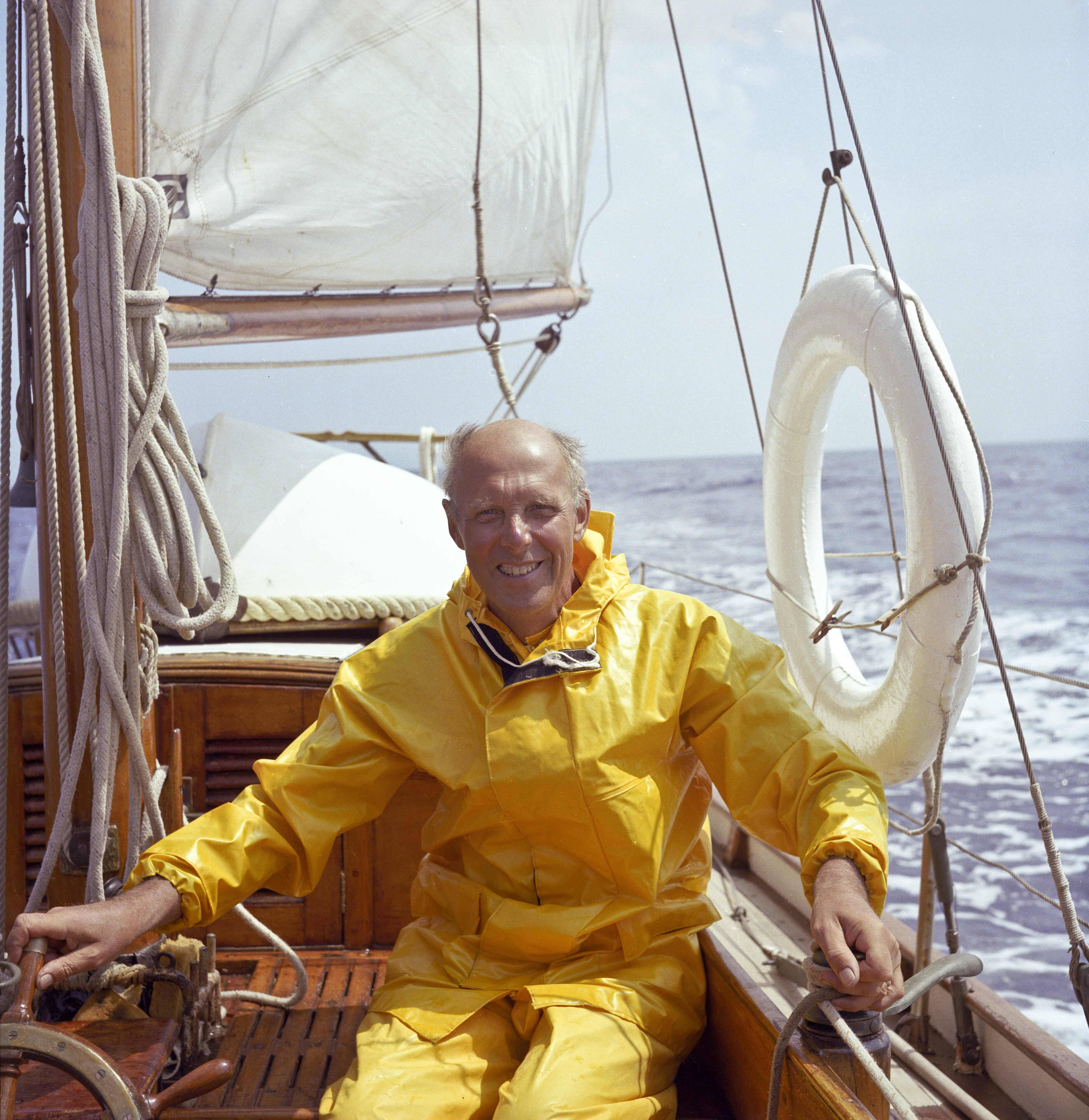
Göran Schildt um 1970 auf S/Y Daphne.

Göran Gustav Ernst Schildt (* 11. März 1917 in Helsinki; † 24. März 2009 in Ekenäs) war ein finnlandschwedischer Autor und Kunsthistoriker, der vor allem für seine in acht Sprachen übersetzten Reiseberichte mit der Segelyacht Daphne im Mittelmeer bekannt, wo er über 20 Jahre verbrachte. Ein weiteres Lebenswerk ist die 1970 erschienene vierbändige Biographie des Architekten Alvar Aalto.

## Leben
Göran Schildt war Sohn des finnlandschwedischen Schriftstellers und Spross einer Offiziersfamilie Runar Schildt (1888–1925).
Nachdem er während des finnischen Winterkriegs als Infanterist ernsthaft verwundet wurde und eineinhalb Jahre im Krankenhaus verbringen musste, war ein weiterer Kriegseinsatz für ihn nicht mehr möglich. Schildt ging zur Universität Helsinki. Er promovierte im Jahr 1947 mit einer Dissertation über den Maler Paul Cézanne und studierte anschließend an der Sorbonne in Paris Kunstgeschichte, Ästhetik und Psychologie (1934–1935). 1946 zog er nach Schweden und war 1951 bis 1990 Redakteur bei der schwedischen Zeitung Svenska Dagbladet. Das Angebot für eine Professur an der Universität Helsinki lehnte er zugunsten seiner Schriftstellerei ab. 1947 kaufte er die 1935 in Finnland gebaute, Ketch-getakelte, sechseinhalb Tonnen große Daphne, mit der er 1948 auf dem Wasserweg durch Frankreich nach Lavagne schipperte und bis 1968 jährlich das Mittelmeer bereiste. Auch Fahrten den Nil hinauf bis Wadi Halfa (1955) und nach Odessa und Sewastopol (1963) waren darunter. Göran Schildt lebte seitdem in Ekenäs in Finnland und auf Leros in Griechenland.

„… habe ich gedacht, wenn ich dies umgehen kann, um meinen Traum zu verwirklichen: Ich habe mir ein Boot gekauft um zu Segeln rund um das Mittelmeer an jede Ecke.“

1941 bis 1964 war er mit der Glas-Künstlerin Mona Morales-Schildt (1908–1999), der Tochter eines spanischen Vaters und einer schwedischen Mutter, und anschließend mit Christine (auch: Kristina) Schildt verheiratet.
Im Jahr 1965 erwarb Goran Schildt ein zweites Zuhause auf der griechischen Insel Leros. Hier kam er in direkten Kontakt mit der griechischen Kultur und Daphne bekam einen neuen Heimathafen. Heute ist die restaurierte Daphne Ausstellungsstück im Forum Marinum in Turku. Schildts Reise-Bücher wurden beim F. A. Brockhaus-Verlag, Wiesbaden verlegt.

## Daphne
Schildts Boot Daphne ist eine nach der Zeichnung von Jarl Lindblom 1936 für Oscar Mustelin und seine Familie auf der Åbo-Werft gebaute Ketsch. Sie war zunächst als Gaffelschoner getakelt. Schon nach kurzer Zeit verkaufte dieser das Schiff an Uno Tennberg, der sie zwecks einfacherer Handhabbarkeit in eine Ketsch umbauen ließ.
Sie hat eine Länge über Steven von 10,7 m und 8,7 m Länge Wasserlinie. Das Schiff ist vollständig aus brasilianischem Perobaholz (Aspidosperma peroba) gebaut, das in der Festigkeit und Wertbeständigkeit dem Teakholz ähnelt. Die Breite beträgt 2,75 m, der Tiefgang 1,55 m, die Wasserverdrängung beträgt 6,5 t. Der Motorsegler war mit einem zunächst 16 PS starken Olympia-Diesel-Motor aus finnischer Produktion ausgestattet. Später wurde er durch einen Petroleummotor getauscht, da dieser Brennstoff in jedem Fischerdorf erhältlich war. Nur für den Startvorgang benötigte er ein wenig Dieselkraftstoff. Die Gesamtsegelfläche beträgt 46 m2; 12 Segel standen Schildt zur Verfügung. Neben Besan-, Großsegel und Fock ein Sturmgroßsegel vom Ljungströmtyp, eine Breitfock, Genua sowie ein Stagsegel, das vom Besantop zum Fuß des Großmastes gesetzt werden konnte. Außerdem existierte ein Sonnensegel sowie mehrere Vorsegel.
Der zuletzt von Ericsson als Eignersalon vorgesehene Achtersalon wurde von Schildts als Gästekajüte für gelegentlich mitreisende Gäste genutzt, sie selbst bewohnten das Vorschiff, wo sich auch die Pantry mit einer Stehhöhe von 1,90 m befindet. In der Mitte zwischen den beiden Masten befindet sich die Plicht, darunter der Maschinenraum. Im Vorschiff mit separatem Eingang ist ein Stauraum für Taue, Fender, Eimer usw. sowie das WC.
Schildt erwarb mit der Erbschaft seiner Großmutter – sein Vater war bereits mit 36 Jahren in Görans achtem Lebensjahr verstorben – das Boot von seinem Freund Christoffer H. Ericsson, einem finnischen Schriftsteller und Seehistoriker wahrscheinlich im Jahr 1947. Ericsson war überdies der wohl erfahrenste Hochseesegler Finnlands. Göran Schildt war der vierte Besitzer des Bootes.
Schildts Krankheit zwang ihn, Daphne 1984 zu verkaufen. Damit begann eine schwere Periode in der Geschichte des Bootes. In der Karibik wurde sie von einem Hurrikan in Fetzen in gerissen, in Florida unter einem Container zerquetscht und anschließend mit einer hohen Planke verwechselt. Sie gelangte schließlich auf abenteuerliche Weise zurück nach Finnland, wo sie aufwändig restauriert wurde und jetzt im Museum Forum Marinum ausgestellt ist.

## Christine och Göran Schildts stiftelse
Die positiven Erfahrungen, die Schildt bei Aaltos Stiftung gesammelt hatte, ermutigten ihn, aus seinem im Laufe seines Lebens angesammelten Vermögen selbst eine Stiftung zu gründen. Sie hat den Zweck des finnisch-griechischen Kulturaustausches. Die Christine und Göran Schildt Stiftung hat zum Hauptziel, kulturelle Kontakte zwischen dem Mittelmeer und Finnland zu stärken und das Erbe von Alvar Aalto zu sichern. Diese beiden Themen wurden von Göran Schildt umgesetzt. Heute beherbergt die Stiftung eine Vielzahl von archäologischen Kulturgegenständen aus Griechenland sowie viele Exponate seines Freunds Alvar Aalto.
Die Aktivitäten der Stiftung sind heute in erster Linie Ausstellungen, Publikationen, Vorträge und Seminare, aber auch kleinere Forschungsprojekte in Zusammenarbeit mit der Wissenschaft. Eine Basis für Interessierte sind die Archive von Göran Schildt, die jedermann offenstehen. Ausstellungen und Programme werden im gelben Holzhaus in der Östra strandgatan 7 veranstaltet.

## Ehrungen
- 1981 Finnland-Preis der Schwedischen Akademie
- 1991 Karl-Emil-Tollander-Preis

## Werke (Auswahl)

### Deutsche Übersetzungen

#### Reiseliteratur
- 1954 Im Kielwasser des Odysseus, Brockhaus
- 1955 Die Wunschreise, Brockhaus
- 1957 Das Sonnenboot, Brockhaus
- 1959 Das Meer des Ikaros, Brockhaus
- 1965 Das goldene Vlies, F. A. Brockhaus, Wiesbaden
  - 1969 Das goldene Vlies. Auf den Spuren der Argonauten. Fischer Taschenbuch Nr. 1022, Frankfurt am Main 1969
- 1971 „Segeln im Mittelmeer – 20 Jahre unterwegs mit Daphne“ Wiesbaden, Brockhaus 1971.
- 1978 Mein Leben auf Leros, F. A. Brockhaus, Wiesbaden 1978, ISBN 3-7653-0293-7.

#### Sachbücher
- 1961 Finnische Baukunst, Porvoo, Söderström
- 1970 Finnische Bildhauerei, Frankfurt am Main, Ullstein

### Originalausgaben
- 1946 Gide och människan, en studie. Stockholm, Wahlström & Widstrand.
- 1954 Tre veckor i Sovjet. Helsingfors, Söderström.
- 1962 Alvar Aalto. Jyväskylä, K. J. Gummerus.
- 1966 Loggbok. Stockholm-Rapallo, Stockholm, Wahlström & Widstrand.
- 1972 Luonnoksia, Aalto, Alvar. Helsinki, Otava.
  - 1978 englisch: Sketches. Alvar Aalto. The MIT Press, Cambridge Massachusetts, USA, ISBN 0-262-01053-4.
- 1989 Alvar Aalto, the mature years, Band 3. New York, Rizzoli.
- 1998 Alvar Aalto: master works. New York Universe Pub. (Englische Ausgabe), ISBN 0-7893-0131-8.
- 2003 Vinterkriget som fars. En ung mans dagbok 1939–1945. Söderström, Helsingfors, ISBN 951-52-2120-X.
- 2007 Apollon i Daphnes famn Kruskopf, Erik. Helsingfors Söderström, ISBN 978-951-52-2479-8.